# 斐迪南·麥哲倫
斐迪南·麥哲倫（葡萄牙語：Fernão de Magalhães；1480年10月17日—1521年4月27日），是一位葡萄牙探險家，因策劃並領導1519-1522年西班牙對東印度群島的探險而聞名。在這次远征中，他還發現了麥哲倫海峽，使他的艦隊得以從大西洋進入太平洋，完成了歐洲人第一次經太平洋到達亞洲的航行。麥哲倫在航行途中死於菲律賓，他的船員在西班牙人胡安·塞巴斯蒂安·埃爾卡諾的指揮下，於1522年返回西班牙，實現了歷史上第一次環球航行。
麥哲倫於1480年左右出生於葡萄牙的一個小貴族家庭，後來成為一名熟練的水手和海軍軍官，為駐亞洲的葡萄牙王室服務。國王曼努埃爾一世拒絕支持麥哲倫繞過美洲大陸向西航行到達摩鹿加群島（即香料群島）的計畫。麥哲倫隨後向西班牙國王查理一世提出了同樣的計劃，並獲得了批准。在塞維利亞，他結婚了，生了兩個孩子，並組織了這次遠征。1518 年，由於效忠西班牙君主制，麥哲倫被任命為西班牙艦隊的海軍上將，並指揮遠征隊——由五艘船組成的「摩鹿加艦隊」。他還被授予聖地亞哥勳章，這是西班牙帝國最高軍銜之一。
在國王授予的特殊權力和特權下，他率領艦隊從桑盧卡爾德巴拉梅達向西南橫渡大西洋，到達南美洲東海岸，再向南到達巴塔哥尼亞。儘管遭遇了一系列風暴和叛亂，探險隊還是成功穿越麥哲倫海峽進入了南海（Mar del Sur），麥哲倫將其重新命名為太平洋。 探險隊歷經艱辛穿越太平洋，登陸關島，並抵達菲律賓。1521年4月27日，麥哲倫在麥克坦戰役中被毒箭射中脖子而亡。在船長胡安·塞巴斯蒂安·埃爾卡諾的指揮下，探險隊最終到達了香料群島。艦隊剩下的兩艘船隨後分道揚鑣，其中一艘試圖向東橫渡太平洋到達新西班牙，但沒有成功。另一艘由埃爾卡諾指揮，向西航行穿越印度洋，向北沿著非洲大西洋海岸航行，最終於1522年9月返回西班牙，實現了首次完整的環球航行。
麥哲倫在為葡萄牙王國服務期間，曾在前幾次向東的航行中（1505年至1511-1512年）到達東南亞的馬來群島。透過再次訪問這個地區，但這次向西航行，麥哲倫在歷史上第一次實現了幾乎完整的環球航行。

## 生平

### 早年
1480年10月17日，麥哲倫出生于葡萄牙北部一个破落的骑士家庭裡，屬於四级貴族子弟。10歲時進王宫服役，16歲進入国家航海事务厅。年輕時對航海就十分向往。25歲那年，他參加了對非洲的殖民战争。以後，又與阿拉伯人為爭奪貿易地盤進行了戰爭。30岁離開印度回國。他在歸國途中觸礁，被困在一個孤島上。麥哲倫和他的海員們等了很長一段時間才等到援救船至。上级了解这這一情况后，将他升任为船长，并在军队裡服役。
此后，他在东南亚参与殖民战争时了解到，香料群岛东面，还是一片大海。而且，他的朋友占星学家法力罗亦计算出香料群岛的位置。他猜测，大海以东就是美洲，并坚信地圓說，認定地球是圆的。于是，他便有了做一次环球航行的打算。
33岁时，麦哲伦回到了葡萄牙。他向葡萄牙国王曼努埃尔申请组织船队去探险，进行一次环球航行，但是被拒绝。1517年他离开了葡萄牙，来到了西班牙的港口城市塞维利亚并又一次提出环球航行的请求。塞维利亚的要塞司令非常欣赏他的才能和勇气，答应了他的请求，并把女儿也嫁给了他。
1518年3月，西班牙国王卡洛斯一世接见了麦哲伦，麦哲伦再次提出了航海的请求，并献给了国王一个自制的精致的彩色地球仪。国王很快就答应了他。不久，在国王的指令与支持下，麦哲伦组织了一支船队准备出航。

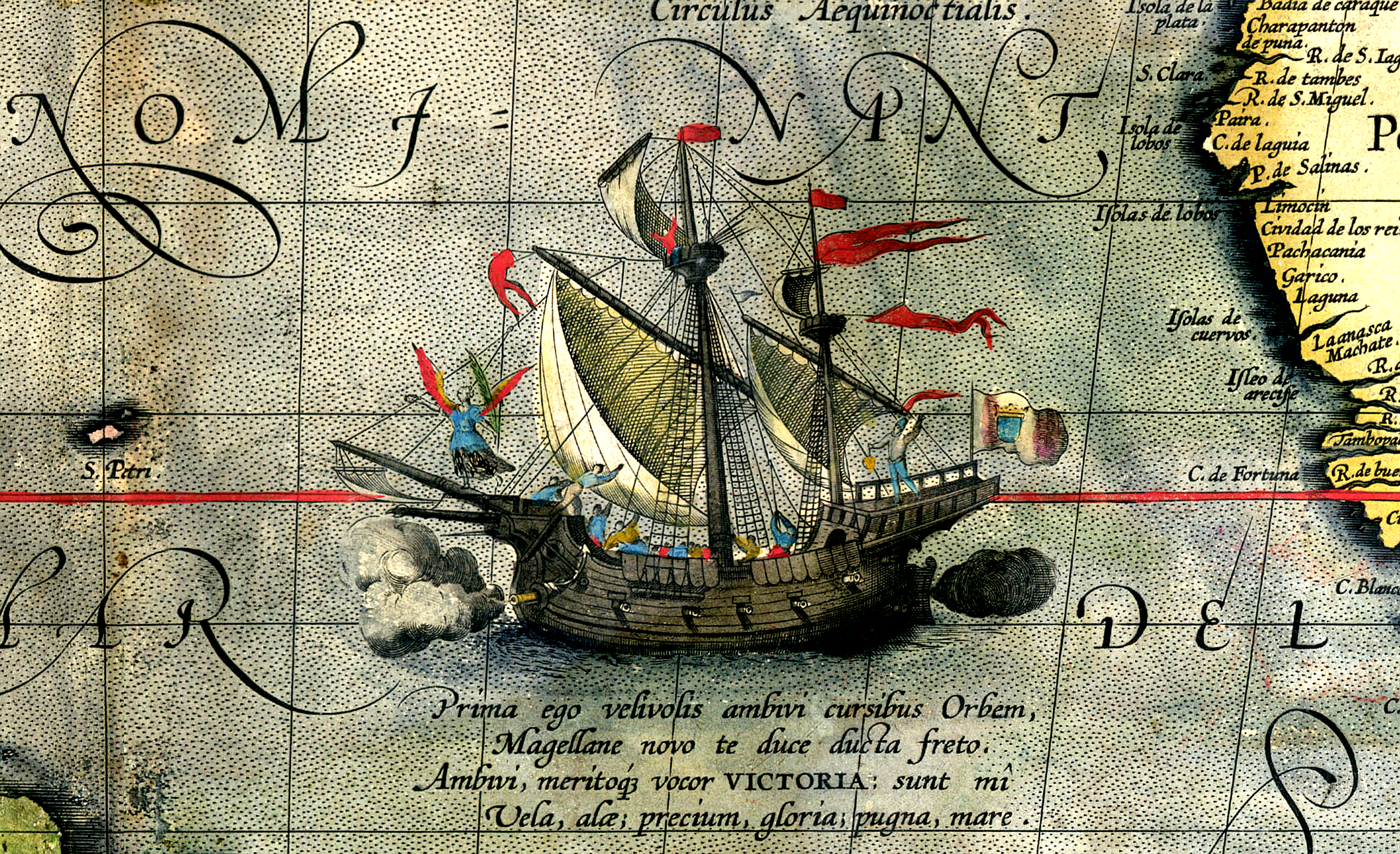
“维多利亚号”，麦哲伦船队里仅有的一艘完成环球航行的船只。插图为奥特柳斯制作于1590年

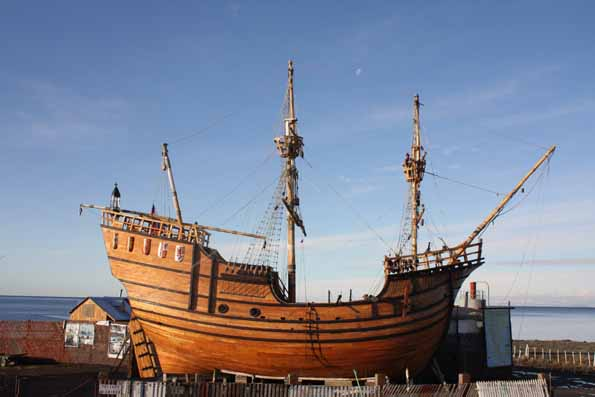
智利麦哲伦海峡畔的蓬塔阿雷纳斯的维多利亚号博物馆裡一艘维多利亚号的仿制品

### 橫渡大西洋

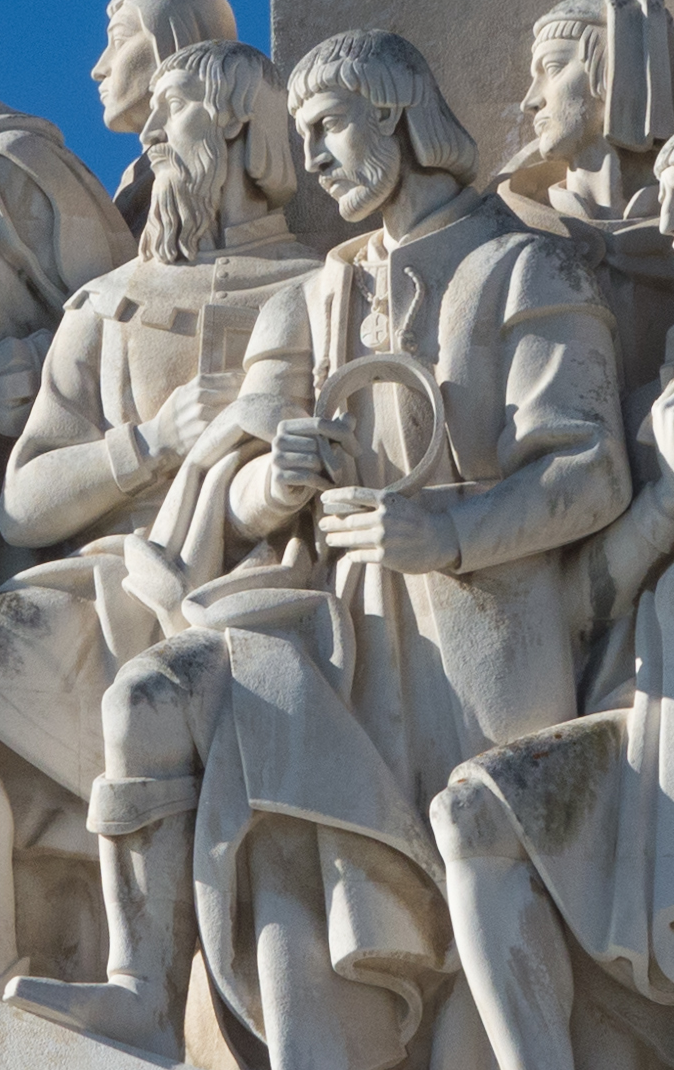
麥哲倫位於里斯本發現者紀念碑的雕像

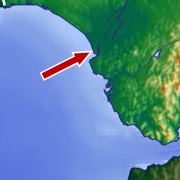
箭头所指为麦哲伦环球航行的起点——桑卢卡尔-德巴拉梅达，位于西班牙安达卢西亚的瓜达尔基维尔河的入海口

1519年8月10日，麦哲伦率领一支由5條海船、约270人組成的遠航船隊终于从塞维利亚出发了。这支船队的旗舰是一条大型的卡拉維爾帆船——“特立尼达号”。其他4艘船都是克拉克帆船。船队里最大的船是“圣安东尼奥号”，船长为胡安·德·卡尔塔海纳。“康塞普西翁号”的船长是加斯帕尔·凯塞达；“维多利亚号”由船长路易斯·德·缅多萨指挥；“圣地亚哥号”的船长是胡安·谢兰。每條船都配備了火槍大炮，每個人都帶著尖刀短劍，船上滿載著各种商品。
船队从塞维利亚出发后，沿着瓜达尔基维尔河到达桑卢卡尔-德巴拉梅达，在那停留了超过五周。最终，他们在9月20日开始驶向茫茫大洋，开始了伟大的环球航行。
国王曼努埃尔一世下令一支葡萄牙海军舰队出发追击麦哲伦，但是探险家躲开了他们。在经过加那利群岛之后，麦哲伦抵达佛得角，他在那里设置航线前往巴西的圣奥古斯丁。11月27日远征队越过赤道。船队在大西洋中航行了70天，12月6日船员看见了南美洲。
由于巴西是葡萄牙领土，麦哲伦避开它，并在12月13日停泊在现今的里约热内卢附近。在那里船员被重新补给，但恶劣的条件使他们推迟。第二年，即1520年的1月10日，船队来到了一个无边无际的大海湾。船员们以为到了美洲的尽头，可以顺利进入新的大洋，但是经过实地调查，那只不过是一个河口，即现在拉普拉塔河。
3月30日，南美洲进入隆冬季节，于是麦哲伦率船队驶入聖胡利安港准备过冬。由于天气寒冻，粮食短缺，船员情绪十分颓丧。在复活节（4月1日和2日），船员内部发生叛乱，在五个船长中的三个船长联合反对麦哲伦，不服从麦哲伦的指挥，责令麦哲伦去谈判。麦哲伦便故意派人去送一封同意谈判的信，并趁机刺杀了叛乱的船长。大部分的人，包括胡安·埃尔卡诺，还被需要和被原谅。据报道，那些被杀害的人则被英式車裂，并被穿刺在海岸；多年后，他们的尸骨被弗朗西斯·德雷克爵士发现。
不久，麦哲伦在圣胡利安港发现了大量的海鸟、鱼类还有淡水，饮食问题终于得到解决。麦哲伦还发现附近还有当地的原住居民，这些人体格高大，身披兽皮；他们的鞋子也很特别，他们把湿润的兽皮套在脚上，上至膝盖。雨雪天就在外面再套一双大皮靴。麦哲伦把他们称为“大脚人”，并以欺骗的方法逮捕了两个“大脚人”，并戴上脚镣手铐关在船舱里，作为献给西班牙国王的礼物。
8月，麦哲伦率领船队继续出发。但他们只剩下四条船了。

### 穿越美洲

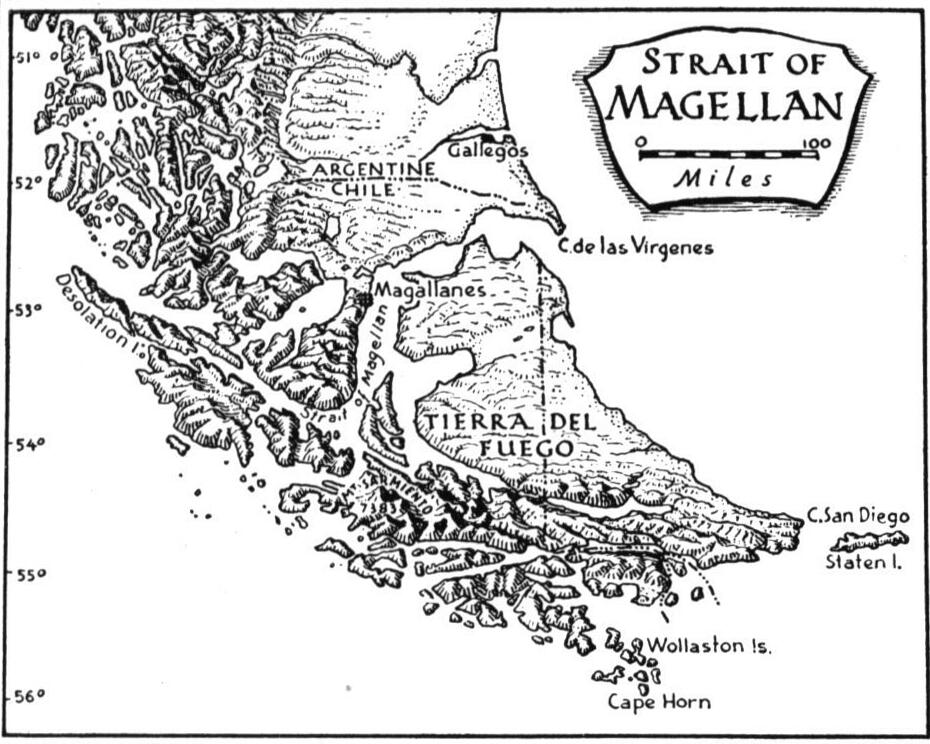
麦哲伦海峡从南美洲的尖端穿过，连接大西洋和太平洋

1520年8月底，船队驶出圣胡安港，沿大西洋海岸继续南航，准备寻找通往“南海”的海峡。经过三天的航行，在南纬52°的地方，发现了一个海湾。麦哲伦派两艘船只前去探察，希望查明通向“南海”的水道。当夜遇到了一场风暴，狂飙呼啸，巨浪滔天，派往的船只随时都会有撞上悬崖峭壁和沉没的危险，如此紧急情况，竟持续了两天。说来也巧，就在这风云突变的时刻，他们找到了一条通往“南海”的峡道，即后人所称的麦哲伦海峡。
麦哲伦率领船队沿麦哲伦海峡航行。峡道弯弯曲曲，时宽时窄，两岸山峰耸立，奇幻莫测。海峡两岸的土著居民，欢喜燃烧篝火，白日蓝烟缕缕，夜晚一片通明，好像专门为麦哲伦的到来而安排的仪仗队。麦哲伦高兴极了，他在夜里见到陆地上火光点点，便把海峡南岸的这块陆地命名为“火地”，这就是今日智利的火地岛。
经过20多天艰苦迂回的航行，终于到达海峡的西口，走出了麦哲伦海峡，眼前顿时呈现出一片风平浪静、浩瀚无际的“南海”。

### 進入太平洋
历经100多天的航行，一直沒有遭遇到狂風大浪，麦哲伦的心情从来没有这样轻松过，好像上帝帮了他大忙。他就给“南海”起了个吉祥的名字，叫“太平洋”。在这辽阔的太平洋上，看不见陆地，遇不到岛屿，食品成为最关键的难题，100多个日日夜夜里，他们没有吃到一点新鲜食物，只有干面包充饥，后来连干面包也吃完了，只能吃点生了虫的面包碎屑，这种食物散发出像老鼠尿一样的臭气。船舱裡的淡水也越来越浅，最后只能喝带有臭味的混浊黄水。为了活命，连盖在船桁上的牛皮也被充作食物，由于日晒、风吹、雨淋，牛皮硬得像石头一样，要放在海水里浸泡四五天，再放在炭火上烤好久才能食用。有时，他们还吃了木头的锯末粉。
1521年3月，船队终于到达三个有居民的海岛，这些小岛是马里亚纳群岛中的一些岛屿，岛上土著人皮肤黝黑，身材高大，他们赤身露体，然而却戴着棕榈叶编成的帽子。热心的岛民们给他们送来了粮食、水果和蔬菜。在惊奇之余，船员们对居民们的热情，无不感到由衷的感激。但由于土人们从未见到过如此壮观的船队，对船上的任何东西都表现出新奇感，于是从船上搬走了一些物品，船员们发觉后，便大声叫嚷起来，把他们当做强盗，还把这个岛屿改名为“强盗岛”。当这些岛民偷走繫在船尾的一只救生小艇后，麦哲伦生气极了，他带领一队武装人员登上海岸，开枪打死了7个土著人，放火烧毁了几十间茅屋和几十条小船。於是在麦哲伦的航行日记上留下很不光彩的一页。
3月16日，船队再往西行，来到现今的菲律宾霍蒙洪島。船上的一个马来籍奴隶听到岛上有马来方言，由此判断他们来到了马来附近，由此证明穿越太平洋向西也可以抵达远东地区，地球是圆的。此时，麦哲伦和他的同伴们终于首次完成横渡太平洋的壮举，证实了美洲与亚洲之间存在着一片辽阔的水域。这个水域要比大西洋宽阔得多。哥伦布首次横渡大西洋只用了一个月零几天的时间，而麦哲伦在天气晴和、一路顺风的情况下，横渡太平洋却用了一百多天。
麦哲伦首次横渡太平洋，在地理学和航海史上产生了一场革命。证明地球表面大部分地区不是陆地，而是海洋，世界各地的海洋不是相互隔离的，而是一个统一的完整水域。这样为后人的航海事业起到了开路先锋的作用。

### 麦哲伦之死

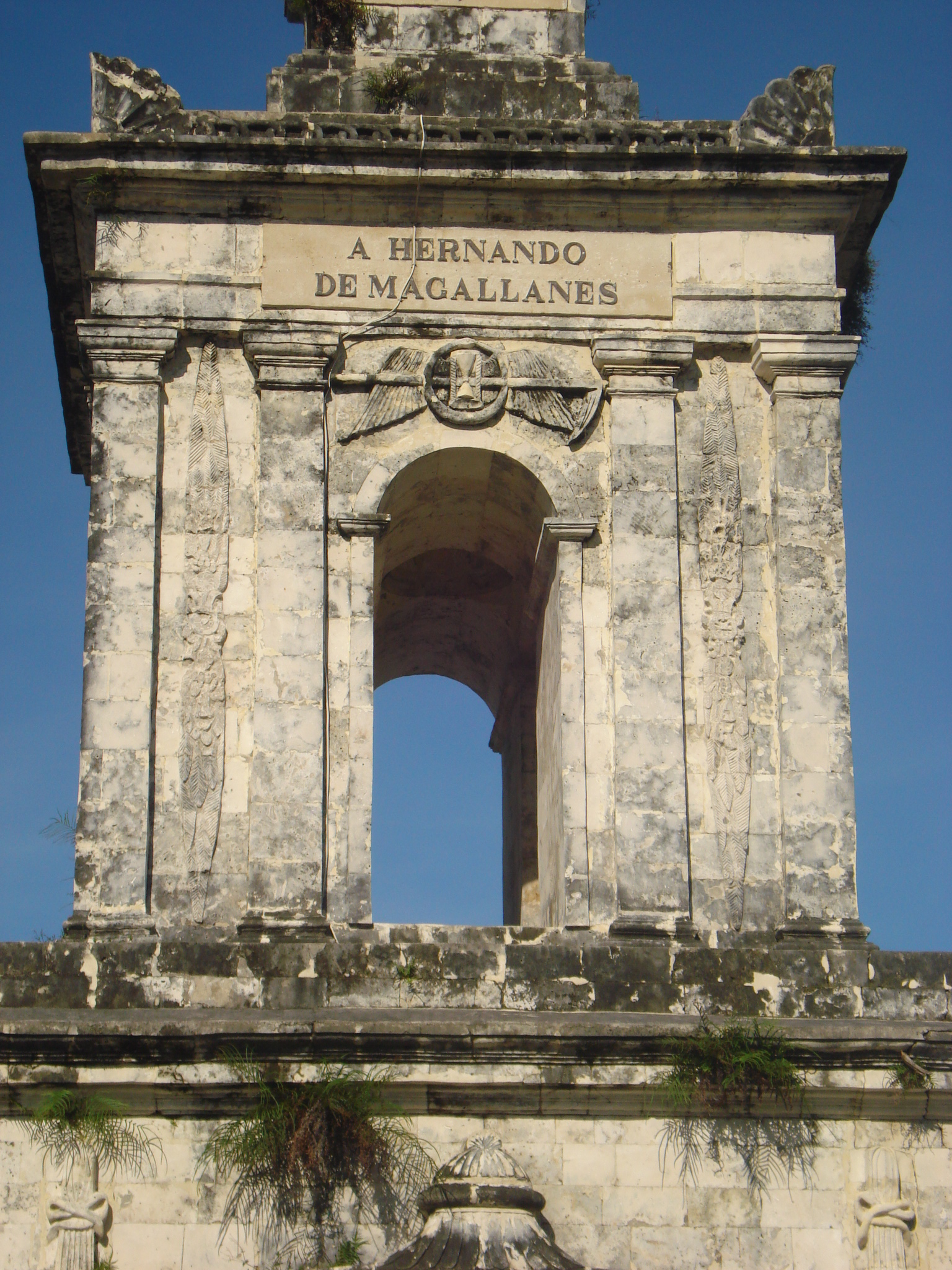
位于菲律宾宿霧拉普拉普市的纪念碑

麦哲伦船队来到萨马岛附近一个无人居住的小岛上，以便在那里补充一些淡水，并让海员们休整一下。邻近小岛上的居民前来观看西班牙人，用椰子、棕榈酒等换取西班牙人的红帽子和一些小玩物。几天以后，船队向西南航行，在棉兰老岛北面的小岛停泊下来。当地土著人的一只小船向“特立尼达号”船驶来，麦哲伦的一个奴仆恩里克用马来语向小船的桨手们喊话，他们立刻听懂了恩里克的意思。恩里克生在苏门答腊岛，是12年前麦哲伦从马六甲带到欧洲去的。两个小时后，驶来了两只大船，船上坐满了人，当地的头人也来了。恩里克与他们自由地交谈。这时，麦哲伦才恍然大悟，现在又来到了说马来语的人们中间，离“香料群岛”已经不远了，他们快要完成人类历史上首次环球航行了。
岛上的头人来到麦哲伦的指挥船上，把船队带到菲律宾中部的宿雾港。麦哲伦表示愿意与宿雾岛的首领和好，如果他们承认自己是西班牙国王的属臣，还准备向他们提供军事援助。为了使首领信服西班牙人，麦哲伦在附近进行了一次军事演习。宿雾岛的首领接受了这个建议，一星期后，他携带全家大小和数百名臣民作了洗礼，在短时期内，这个岛和附近岛上的一些居民也都接受了洗礼。
麦哲伦成了这些新基督徒的靠山。为了推行殖民主义的统治，他插手附近小岛首领之间的内讧。1521年4月27日夜间，他带领60多人乘三只小船前往麥克坦島，由于水中多礁石，船只不能靠岸，麦哲伦和船员50多人便涉水登陆。不料，反抗的岛民们早已严阵以待，麦哲伦命令火炮手和弓箭手向他们开火，可是攻不进去。接着，岛民向他们猛扑过来，船员们抵挡不住，边打边退，岛民们紧紧追赶。麦哲伦急于解围，下令烧毁这个村庄，以扰乱人心。岛民们见到自己的房子被烧，更加愤怒地追击他们，射来了密集的箭矢，掷来了无数的标枪和石块。当他们得知麦哲伦是船队司令时，攻击更加猛烈，许多人奋不顾身，纷纷向他投来了标枪，或用大斧砍来，麦哲伦就在这场战斗中被砍死。

在麥哲倫死後，其中一艘探險船在16個月後，終能航行回西班牙，成功環球航行

### 接續遺志
麦哲伦死后，他的内弟杜哈尔迪·巴尔鲍萨和胡安·赛拉诺被推选为指挥者。当他们参加宿雾港首领为他们举行的告别宴会时，埃斯皮诺萨和葡萄牙人若奧·劳皮斯·卡尔瓦柳发动叛乱夺取船队，并攻击宿雾港，使得还留在岛上的探险队20多名成员被杀害。5月1日，船队离开宿雾港时已经只有110多人，此时卡尔瓦柳为舰队指挥，埃斯皮诺萨为维多利亚号船长。因为舰队伤病号太多，人员不足，破旧的康塞普西翁号被遗弃并烧毁，舰队仅有的两艘船继续寻找香料群岛。舰队在印尼大巽他群島一带盲目的寻找了几个月都没有找到香料群岛，卡尔瓦柳因此被解职，埃斯皮诺萨继任指挥，原康塞普西翁号的助理舵手埃尔卡诺成为维多利亚号的新船长。埃尔卡诺曾参加过在圣胡安港的叛乱，但得到了麦哲伦的宽恕。船队在10月底找到一个当地人领航，终于在11月6日到达香料群岛。1521年11月8日，他们在马鲁古群岛的蒂多雷岛一个香料市场抛锚停泊。在那里他们以廉价的物品换取了大批香料，如丁香、豆蔻、肉桂等堆满了船仓。在他们准备返航西班牙时，发现特立尼达号需要大修。埃斯皮诺萨带领50多人留下，计划等船修好后重返太平洋，从东路回西班牙。11月21日，埃尔卡诺带领60人左右经印度洋和大西洋从西路返回西班牙。
为了避开葡萄牙船队，他们决定横渡印度洋。在这段航程中，船员因坏血病减少到只剩35人。1522年5月20日，维多利亚号绕过非洲南端的好望角。6月8日，他们再次跨越赤道。7月9日，因为船只损坏和需要补给，不得不停靠到非洲西海岸外面的葡萄牙领地佛得角群岛。他们把一包丁香带上岸去换取食物，被葡萄牙人发现，又被捉去13人，只留下22人。7月18日，埃尔卡诺带领剩下的人匆匆逃走。在佛得角群岛被捕的13人，后来经由西班牙国王卡洛斯一世的交涉得到释放。
1522年4月6日，特立尼达号完成修理后在埃斯皮诺萨率领下离开香料群岛。为了能利用北半球的西风，他们先向北行驶，于6月11日到达北纬43度左右。向东他们最远可能到达东经150到160度，离日俄间的千岛群岛已经不远了。7月中旬，他们遇到连续的暴风雨，再加上坏血病和食物变质，不得不返回，最后在10月20日又回到香料群岛。此时他们已经仅剩19人了。不巧的是，当年5月，一只葡萄牙舰队来到了香料群岛并在德那第岛建立了据点。特立尼达号回来后即被葡萄牙人得知并被俘虏。大多数特立尼达号的船员在关押下死去，4年后，埃斯皮诺萨等仅有的4人才被释放返回西班牙。
1522年9月6日，维多利亚号返抵西班牙，终于完成了历史上首次环球航行。当维多利亚号船返回桑卢卡尔-德巴拉梅达时，船上只剩下18人了。他们已经极度疲劳衰弱，原来认识他们的人也分辨不出来了。但他们运回来数量十分可观的香料，一把新鲜的丁香可以换取一把金币，把香料换取金钱，不仅能弥补探险队的全部耗费，而且还挣得一大笔利润。
1522年9月6日，探险队在经过近三年的航行后，独自带着维多利亚回到了桑卢卡尔-德巴拉梅达。总共有216人在航行中丧生，只有包括胡安·塞巴斯蒂安·埃尔卡诺在内的18人幸存下来。特立尼达号最初的55名船员中又有4人于1525年返回西班牙，该船从菲律宾采取不同的返回路线，被葡萄牙人俘虏。埃尔卡诺急于到达塞维利亚，几乎没有在桑卢卡尔-德巴拉梅达停留。就在抵达的当天，由于船体状况不佳，他将一艘船纳入自己的服务范围，将维多利亚号沿瓜达尔基维尔河拖到塞维利亚。塞维利亚的印第安人之家的官员们准备了一艘有12个桨的船，装满了新鲜的食物，城市当局和印第安人之家的成员们在码头上等待，还有一大群人看着这艘摇摇欲坠的船到来。
感谢上帝，1522年9月6日星期六，我们进入了桑卢卡尔海湾⋯⋯从我们离开桑卢卡尔湾到回到这里，据我们统计，我们走了一万四千四百六十里，环绕了整个世界⋯⋯9月8日星期一，我们在塞维利亚的码头附近抛锚，并卸下了我们所有的大炮。环绕地球的第一次航行，安东尼奥·皮加费塔远征队于1519年9月20日从桑卢卡尔-德巴拉梅达出发，最初由五艘船组成：Trinidad（特立尼达，麦哲伦指挥的船）、Victoria（维多利亚）、San Antonio（圣安东尼奥）、Concepción（康塞普西翁）和Santiago（圣地亚哥）。

## 麦哲伦年谱
- 1480年，麦哲伦在葡萄牙出生
- 1505年至1512年，在东印度服兵役
- 1513年，在非洲服兵役
- 1515年，西航计划被葡萄牙国王曼努埃尔拒绝，被葡萄牙军队解雇
- 1517年10月20日，放弃葡萄牙国籍，抵达西班牙塞维利亚
- 1518年3月22日，与西班牙国王卡洛斯一世签订协议
- 1519年8月10日，船队离开塞维利亚，开赴圣卢卡尔
- 1519年12月13日，抵达巴西里约热内卢
- 1520年1月10日，抵达拉普拉塔河，初以为发现海峡
- 1520年3月31日，抵达聖胡利安港
- 1520年4月7日，圣胡利安湾叛变，麦哲伦平乱
- 1520年5月22日，“圣地亚哥”号沉没，船员获救
- 1520年10月21日，抵达海峡入口（发现麦哲伦海峡）
- 1520年11月，“圣安东尼奥”号逃跑回西班牙
- 1520年11月28日，进入太平洋
- 1521年1月24日，经过圣保罗岛
- 1521年2月4日，经过提布龙岛
- 1521年3月6日，抵达强盗岛，屠杀村民
- 1521年3月16日，无意中“发现”菲律宾群岛，在苏禄群岛登陆
- 1521年3月28日，抵达马萨瓦群岛。马来奴隶恩里克听见家乡话，终于证实地球是一个圆球体
- 1521年4月7日，抵达宿雾岛。翌日，麥哲倫在島上一間小堂豎立起麥哲倫十字架。
- 1521年4月27日，麦哲伦介入部落间的战斗，在麥丹島丧生
- 1522年9月6日，“维多利亚”号独自返回西班牙塞维利亚港

## 后事及遗产

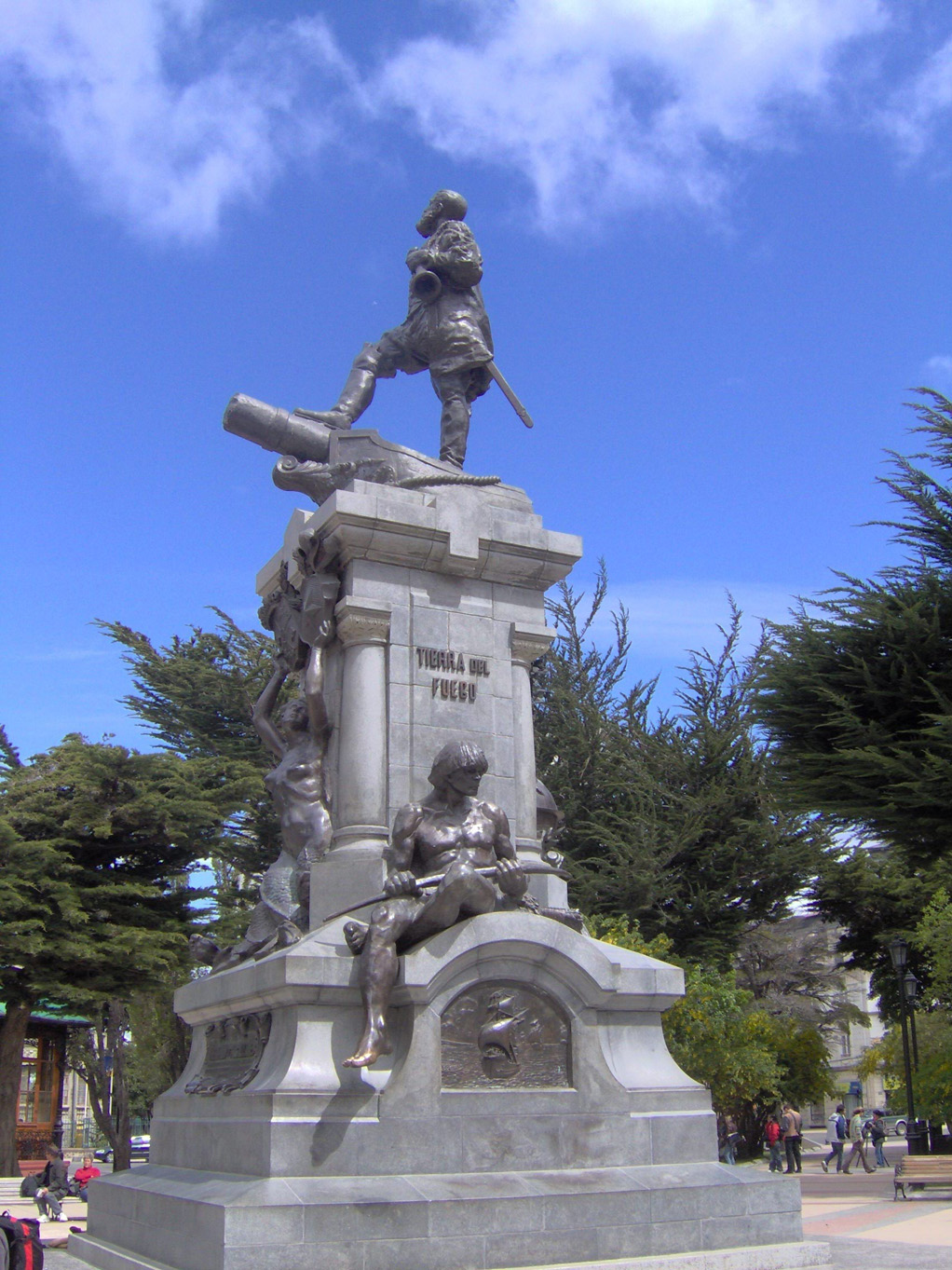
位于智利蓬塔阿雷纳斯的麦哲伦塑像。塑像看往麦哲伦海峡的方向

安東尼奥·皮加費塔的《首次環球航海日誌》是了解麦哲伦和埃尔卡诺的航行的主要来源。另外一份直接的航行报告是来自于弗朗西斯科·阿尔波——最后的“维多利亚”号的领航员。他保留了一份正式的航海日志，详细记录了所经岛屿的经纬度。但是当时的欧洲人并不是从皮加费塔的日记裡知道这次环球航行的。他们是通过马克西米兰·特兰西瓦拉斯的书《马鲁古群岛》（De Moluccis Insulis）了解这一伟大航行的。马克西米兰是西班牙国王卡洛斯一世的秘书，以及马蒂尔的学生，他的妻子还是麦哲伦的一位资助者克里斯托弗·德·哈罗的侄女。他对环球航行的一些幸存者做了采访，并将结果写信告诉了樞機马特豪斯·朗格。后来他的信被取名为《马鲁古群岛》在1523年正式出版。明代万历年间绘制的《坤輿萬國全圖》称麦哲伦爲「墨瓦蜡泥」，把「南亞墨利加」南端的海峡稱爲「墨瓦蠟泥峡」，把「智里」西南侧海域标注爲「墨瓦蠟泥海」，并把連成一體的南极洲和澳大利亚命名爲「墨瓦蠟泥加」（拉丁語：Magallanica / Magellanica，即「麥哲倫洲」)。

## 紀念
- 麥哲倫十字架
- 麥哲倫海峽
- 麥哲倫雲
- 麥哲倫號金星探測器
- 麦哲伦望远镜
- 麦哲伦洲
- 麥哲倫企鵝

### 引用
1. ↑  , ,   [2019-10-08], （原始内容存档于2023-02-19）
2. ↑  . .   [2019-10-08]. （原始内容存档于2016-03-04）.
3. 1 2 3 4 5 6 7 8 9 10  顾汉松. . . 少年儿童出版社. 1982: 17–23.
4. ↑  Nancy Smiler Levinson, , Houghton Mifflin Harcourt: 39, 2001-09-17  [2010-07-31], ISBN 978-0-395-98773-5, （原始内容存档于2016-05-12）, Personnel records are imprecise. The most accepted total number is 270.
5. ↑  〔奥〕茨威格（1998），《麦哲伦》，第六章——启航 （页面存档备份，存于）
6. ↑  Laurence Bergreen. . Harper Pereenial, 2004. : 134–150. ISBN 0-06-621173-5.
7. ↑  Drake 1628.
8. ↑  Cliffe 1885.
9. ↑  〔苏〕约·彼·马吉多维奇（1988），《世界探险史》，p271-272
10. ↑  张箭（2002），《地理大发现研究》，p255-256
11. ↑  〔苏〕约·彼·马吉多维奇（1988），《世界探险史》，p273
12. ↑  张箭（2002），《地理大发现研究》，p257
13. ↑  张箭（2002），《地理大发现研究》，p258-259
14. ↑  〔苏〕约·彼·马吉多维奇（1988），《世界探险史》，p273-274
15. 1 2  龚缨晏.  (PDF). 《史学理论研究》. 2011, (03): 78–84  [2017-09-27]. （原始内容存档 (PDF)于2021-02-20）.
16. ↑  Making the New World Their Own, by Qiong ZHANG （页面存档备份，存于）, p. 305.「墨瓦蠟尼系拂郎幾國人姓名 前六十年始過此峡并致此地 故欧邏巴士以其姓名名峡名海名地」。 ISBN 9789004284371

### 注解
1. ↑  葡萄牙语发音國際音標：[fɨɾˈnɐ̃w̃ dɨ mɐɡɐˈʎɐ̃j̃ʃ]，近于「费尔南·吉·马佳伦」；西班牙语发音國際音標：[feɾˈnando ðe maɣaˈʎanes]或國際音標：[feɾˈnando ðe maɣaˈʝanes]。英化后其名为Ferdinand Magellan，发音/məˈɡɛlən/ mə-GHEL-ən[1]或/məˈdʒɛlən/ mə-JEL-ən[2]。汉语的名字「麥哲倫」实际上是依照英语发音翻译的。

### 书籍
- 《世界五千年》 1991年版，ISBN 978-7-5324-1234-1
- 〔奥〕茨威格 著； 范信龙，井勤荪 译. . 辽海出版社. 1998  [2012-08-04]. ISBN 9787806389201. （原始内容存档于2020-06-01） （中文（中国大陆））.
- 〔苏〕约·彼·马吉多维奇 著；屈瑞，云海 译. . 世界知识出版社. 1988. ISBN 7501200521 （中文（中国大陆））.
- 张箭. . 北京: 商务印书馆. 2002年2月. ISBN 7-100-03361-6 （中文（中国大陆））.

## 延伸阅读

### 第一手资料
- Pigafetta, Antonio, , Arthur A. Clark, 1906 (orig. Primer viaje en torno del globo Retrieved on 2009-04-08)
- Maximilianus Transylvanus（英语：Maximilianus Transylvanus）, De Moluccis insulis, 1523, 1542
- Nowell, Charles E. ed., , Evanston: NU Press, 1962
- The First Voyage Round the World, by Magellan, full text, English translation by Lord Stanley of Alderley, London: Hakluyt, [1874] – six contemporary accounts of his voyage
- Oliveira, Fernando, , National Historical Institute, 1550–15602002  [2012-08-04], ISBN 978-971-538-163-5, （原始内容存档于2014-01-02）, English translation by Peter Schreurs from the original Portuguese manuscript in the University Library of Leiden, The Netherlands.

### 第二手资料
- Bergreen, Laurence, , William Morrow, 2003-10-14, ISBN 0-06-093638-X, 简明摘要
- Guillemard, Francis Henry Hill, , G. Philip, 1890  [2009-04-08]
- Hildebrand, Arthur Sturges, , New York: Harcourt, Brace & Co, 1924, ISBN 978-1-4179-1413-5
- Joyner, Tim, , Camden, Me.: International Marine Publishing, 1992, ISBN 978-0-07-033128-0
- Nunn, George E., , 1932
- Parr, Charles M., , New York: Crowell, 1953, ISBN 0-8371-8521-1
- Parry, J. H., , New York: Taplinger, 1979
- Parry, J. H., , Berkeley: University of California Press, 1981, ISBN 978-0-520-04236-0
- Parry, J. H., , New York: Knopf, 1970, ISBN 978-0-520-07140-7
- Pérez-Mallaína, Pablo E., , trans. Carla Rahn Phillips, Baltimore: Johns Hopkins University Press, 1998, ISBN 978-0-8018-5746-1, 简明摘要
- Roditi, Edouard, , London: Faber & Faber, 1972, ISBN 0-571-08945-3
- Schurz, William L., , Hispanic American Historical Review (Duke University Press), May 1922, 5 (2): 181–194, JSTOR 2506024, doi:10.2307/2506024.
- Thatcher, Oliver J. ed., , , University Research Extension Co: 41–57, 1907  [2009-04-08], （原始内容存档于2014-08-24）
- Wilford, John Noble, , New York: Knopf, 2000, ISBN 0-375-70850-2, 简明摘要
- Zweig, Stefan, , Read Books, 2007, ISBN 1-4067-6006-4

### 在线资源
- Swenson, Tait M., , The Web Chronology project, 2005November 2005  [2006-03-14], （原始内容存档于2020-06-01）.